# Paulien van Schaik
Paulien van Schaik (Utrecht, 7 juni 1967) is een Nederlandse jazzzangeres en -componiste. Ze studeerde jazz en pop aan het conservatorium van Utrecht en in 1994-95 aan het Berklee College of Music in Boston, waar ze zich toelegde op songwriting. Ze werkte veel samen met bassist Hein van de Geyn. De combinatie van zang enkel begeleid door een bas is ongewoon en gedurfd, maar het laat haar heldere stem en dictie goed tot hun recht komen. Het repertoire op hun CD's bestaat voornamelijk uit standards uit het Great American Songbook. De eerste, Tenderly, werd in 2000 live opgenomen in het Baseline Theater van Van de Geyn in Dordrecht en kreeg de Edison Jazz Publieksprijs. Op de volgende CD, In Summer, was de Belgische trompettist Bert Joris te gast en op de derde, Musing werd het duo uitgebreid met de viool van Yvonne van der Pol en de cello van Frans Grapperhaus. Met deze bezetting toerden ze en traden ze op verschillende festivals op, waaronder het North Sea Jazz Festival van 2007. In 2008 vormden Hein en Paulien een nieuw project met de drummer en percussionist van Turkse afkomst Ulas Aksunger.
In 2010 eindigde de samenwerking met Hein van de Geyn, die zich in Zuid-Afrika vestigde. Paulien werkte ondertussen ook aan een eigen repertoire, onder meer in samenwerking met de Noorse bassist en componist Jo Skaansar. In 2011 slaat ze een nieuwe weg in; ze stapt in de nieuwe band van trompettist Niels Tausk, "The Tausk Force", waarvan verder ook pianist Mike Boddé, bassist Paul Berner en drummer-percussionist Marnix Stassen deel uitmaken.

## Discografie
- Tenderly: Live At Baseline Theatre (met Hein Van de Geyn) (Challenge Records, 2000)
- In Summer: In Summer: Paulien van Schaik & Hein Van de Geyn Inviting Bert Joris (Challenge Records, 2003)
- Musing: Paulien van Schaik & Hein Van de Geyn With Strings (Challenge Records, 2006)

Paulien van Schaik is ook als gast te horen op de CD dA dA dA van de Nits.